# Đội tuyển Fed Cup Bolivia
Đội tuyển Fed Cup Bolivia đại diện Bolivia ở giải đấu quần vợt Fed Cup và được quản lý bởi Liên đoàn Quần vợt Bolivia.  Đội hiện tại thi đấu ở Nhóm II khu vực châu Mỹ.

## Lịch sử
Bolivia tham gia kì Fed Cup đầu tiên vào năm 1991.  Thành tích tốt nhất của họ là vào đến Nhóm I năm 2005.

## Đội hình hiện tại (2017)
- Noelia Zeballos
- Hortência Birnbaumer
- María Fernanda Álvarez Terán
- Paola Vargas Poehlmann